# Grassyville (Texas)
Grassyville est une ancienne localité, fondée vers 1856,  et dorénavant une ville fantôme, qui était située au nord-est du comté de Bastrop, au Texas central, aux États-Unis,. À l'origine Grassyville était une communauté agricole allemande. Le village devint un centre pour les membres de l'Église méthodiste allemande et un presbytère y est construit en 1858.  En 1884, Grassyville compte 75 habitants, deux églises, un moulin à vapeur et une école. Le bureau postal, ouvert en 1883, est définitivement fermé en 1906. De 1939 à 1990, la population de Grassyville est estimée à 50 habitants.
De nos jours, tout ce qui reste de la ville est Grassyville Road et un cimetière d'église avec 130 tombes. De nombreuses  bornes du cimetière sont gravées en caractères allemands. Les deux premières sépultures, celles d'Auguste D. Hamff et Bertha Kunkel, datent toutes deux de 1871. Sept soldats de l'armée confédérée, vétérans de la guerre de Sécession, faisant partie de la compagnie A, de la cinquième artillerie de campagne du Texas, y sont également inhumés. Le cimetière est toujours utilisé.

### Source de la traduction
- (en) Cet article est partiellement ou en totalité issu de l’article de Wikipédia en anglais intitulé « Grassyville, Texas » (voir la liste des auteurs).